# 莫克姆和倫斯代爾 (英國國會選區)
莫克姆和倫斯代爾（英語：Morecambe and Lunesdale），英國國會一郡選區，包括英格蘭西北部蘭開夏郡的蘭開斯特市北部。
始於1950年，1983年前稱莫克姆和朗斯代爾（Morecambe and Lonsdale）。本區長期是保守黨的根據地，直到1997年工黨在本區首次勝出，但在2010年大選中時任議員、工黨的傑羅丁·史密斯被保守黨的大衛·莫里斯以41.5%選票擊敗。